# Melville (Saskatchewan)
Melville è un comune del Canada, situato nella provincia del Saskatchewan, nella divisione No. 5.